# Kombidose (Verpackung)
Kombidosen sind Verpackungen für Schüttgüter und andere trockene Lebensmittel wie zum Beispiel Milchpulver, Snacks, Gebäck und Süßwaren. Darüber hinaus werden Tabakwaren und Pharmazieprodukte in Kombidosen vertrieben.

## Geschichte
Die Kombidosen entstanden nach dem Zweiten Weltkrieg zunächst als preisgünstigere Alternative zu der stark verbreiteten Weißblechdose.  Der Name der Verpackung erklärt sich aus der Kombination verschiedener Grundmaterialien: Sie besteht zu 90 Prozent aus veredeltem Recyclingpapier, Boden und Verschluss werden aus Kunststoff oder Metall angefertigt. Kombidosen werden überwiegend mit kopfseitiger Aluminium- oder Papiermembran als Originalitätsverschluss hergestellt. Die Böden bestehen, abhängig vom abgefüllten Produkt, aus Karton, Kunststoff, Weißblech oder Aluminium. Von anderen Verpackungsformen heben sich Kombidosen durch ihre Stabilität und gute (Wieder-)Verschließbarkeit, ihre Frische- und Aroma-Garantie ab. Kombidosen gibt es in runden und unrunden Standardformaten mit unterschiedlichen Füllhöhen und einem Fassungsvermögen von 50 Millilitern bis zu 5 Litern.